# Heterodera cardiolata
Heterodera cardiolata é um nematódeo patógeno de plantas. A espécie é também conhecida pelos nome populares em inglês: nematódeo-do-cisto-da-grama-bermudas, nematódeo-do-cisto-em-forma-de coração, nematódeo-do-cisto-dos-namorados.